# Maciej Romanowski
Maciej Józef Romanowski (ur. 22 sierpnia 1955 w Pasłęku) – polski samorządowiec.
W latach 1994–2002 zajmował stanowisko burmistrza Pasłęka. W wyborach samorządowych w 2002 uzyskał mandat radnego powiatu elbląskiego, obejmując stanowisko wicestarosty. 
W 2006 wystartował z listy Stowarzyszenia Dobry Samorząd w wyborach do rady powiatu, uzyskując mandat z wynikiem 927 głosów. Ponownie został też wicestarostą. Do 2009 roku pełnił funkcję prezesa sekcji piłki nożnej III-ligowego klubu Olimpia Elbląg.
W 2014 uzyskał ponownie mandat radnego powiatu elbląskiego, jednocześnie został wybrany na starostę. W 2018 i 2024 roku ponownie został wybrany na to stanowisko.